# Gobierno y política de Eslovaquia
En la actualidad, el presidente de la República Eslovaca es Peter Pellegrini, elegido en las elecciones presidenciales del 2024. El primer ministro es el socialdemócrata Robert Fico.

## Elecciones parlamentarias

### Elecciones parlamentarias del 2006
Las últimas elecciones parlamentarias se celebraron el 17 de junio del 2006. Fueron elecciones anticipadas: el gobierno anterior, compuesto por una coalición de varios partidos, cayó a consecuencia de la salida del Movimiento Demócrata Cristiano (KDH). 
Por primera vez los ciudadanos eslovacos residentes en el extranjero pudieron votar en unas elecciones. Se presentaron 21 partidos políticos de los cuales seis consiguieron más del 5% necesario para entrar en el parlamento. La participación fue baja, un 54%.
Resultados:
| Partido - Presidente del partido                                                    | Votos   | Votos      | Escaños | Variación en número de escaños respecto a las elecciones del 2002 |
| Partido - Presidente del partido                                                    | número  | porcentaje | Escaños | Variación en número de escaños respecto a las elecciones del 2002 |
| ----------------------------------------------------------------------------------- | ------- | ---------- | ------- | ----------------------------------------------------------------- |
| SMER- Socialdemocracia — Robert Fico                                                | 671 185 | 29,14      | 50      | +25                                                               |
| Unión Cristiano-Demócrata Eslovaca – Partido Demócrata (SDKÚ) — Mikuláš Dzurinda    | 422 815 | 18,35      | 31      | +3                                                                |
| Partido Nacional Eslovaco (SNS) — Ján Slota                                         | 270 230 | 11,73      | 20      | +20                                                               |
| Partido de la Coalición Húngara SMK — Béla Bugár                                    | 269 111 | 11,68      | 20      | 0                                                                 |
| Partido Popular – Movimiento por una Eslovaquia Democrática -HZDS — Vladimír Mečiar | 202 540 | 8,79       | 15      | -21                                                               |
| Movimiento Demócrata Cristiano (KDH) — Pavol Hrušovský                              | 191 443 | 8,31       | 14      | -1                                                                |
| Partido Comunista de Eslovaquia (KSS)— Jozef Ševc                                   | 89 418  | 3,88       | 0       | -11                                                               |
| Fórum Libre (SF) — Zuzana Martináková                                               | 79 963  | 3,47       | 0       | 0                                                                 |
| Alianza del Nuevo Ciudadano (ANO) — Pavol Rusko                                     | 32 775  | 1,42       | 0       | -15                                                               |

notas:
- el número total de escaños del parlamento es 150 (por tanto 75+1 es la mayoría absoluta). La coalición actual tiene 85 escaños.
- por presidente del partido se entiende al presidente en el momento de las elecciones.
- en la tabla aparecen representados los partidos que consiguieron más del 1% de los votos.

### Elecciones parlamentarias del 2002
Tras las elecciones se formó un gobierno de derechas liderado por Mikuláš Dzurinda. Los partidos políticos del gobierno eran SDKU, SMK, KDH y ANO. En total sumaban el 42,6% de los votos y 78 escaños de los 150 del parlamento eslovaco.
Resultados:
```
PARTIDO POLÍTICO                         (SIGLAS)  % VOTOS  ESCAÑOS
```

```
Hnuti za Demockratické Slovenska          
HZDS
       19,5%    36
Slovenska Demokraticka a Krestanska Unia  
SDKU
       15,1%    28
Smer - Sociálna Demokracia                
SMER
       13,5%    25
Magyar Koalíció Pártja                    
MK
         11,2%    20
Krest'ansko Demokratické Hnuti            
KDH
         8,3%    15
Aliancia Nového Občana                    
ANO
         8,0%    15
Komunistická Strana Slovenska             
KSS
         6,3%    11
Slovenská Narodná Strana                  
SNS
         3,3%     -
Strana Demokratickej L'avice              
SDL
         1,4%     -
```

```
HZDS: Movimiento para una Eslovaquia Democrática  (nacionalista)
SDKU: Eslovacos Demócratas y Unión Cristiana      (cristiano-dem)
SMER: Dirección-Socialdemocracia                  (social-dem)
MK:   Partido de la Coalición Húngara             (étnico/cristiano-dem)
KDH:  Movimiento Demócrata Cristiano            (cristiano-dem)
ANO:  Alianza de los Nuevos Ciudadanos            (liberal)
KSS:  Partido Comunista de Eslovaquia                   (comunista)
SNS:  Partido Nacional Eslovaco                   (nacionalista)
SDL:  Partido de la Izquierda Democrática         (social-dem)
```

### Elecciones parlamentarias del 1992
El 5 y 6 de junio de 1992 se celebraron elecciones anticipadas en Eslovaquia. 
La razón fueron los conflictos entre Vladimír Mečiar y la dirección de su propio partido Público Contra la Violencia, que llevaron a la dimisión de Mečiar de todas sus funciones. Público Contra la Violencia continuó gobernando, aunque es cada vez más impopular. Mientras, Mečiar creó su propio partido con miembros disidentes de Público Contra la Violencia. En marzo de 1991 tuvo lugar la constitución oficial del Movimiento por una Eslovaquia Democrática (HZDS).
La participación fue del 84,2%.
ELECCIONES AL CONSEJO NACIONAL ESLOVACO
| Partidos | Porcentaje de votos | Número de escaños de un total de 150 | Cambio en el número de escaños |
| Movimiento por una Eslovaquia Democrática -(HZDS) — Vladimír Mečiar                                                                                        | 37,26%              | 74                                   |                                |
| Partido de la Izquierda Democrática (SDĽ) - Peter Weiss | 14,70%              | 29                                   | +7                             |
| Movimiento Demócrata Cristiano (KDH) — Ján Čarnogurský | 8,89%               | 18                                   | -13                            |
| Partido Nacional Eslovaco (SNS) - Jozef Prokeš | 7,93%               | 15                                   | -7                             |
| Movimiento Cristiano-Demócrata Húngaro (MKM), Együttélés / Spolužitie — Convivencia, coalición de partidos de minorías étnicas, sobre todo húngaros, ESWMK | 7,42%               | 14                                   | 0                              |
| Unión Cívica Democrática (ODÚ) | 4,04%               | 0                                    |                                |
| Partido Socialdemócrata de Eslovaquia (SDSS)- Alexander Dubček                                                                                             | 4,00%               | 0                                    |                                |
| Partido Democrático - Partido Cívico Democrático (DS-ODS)                                                                                                  | 3,31%               | 0                                    | -7                             |
| Movimiento Cristiano-Demócrata Eslovaco (SKDH) | 3,05%               | 0                                    |                                |
| Partido Civil Húngaro (MOS) - László Nagy | 2,29%               | 0                                    |                                |
| Partido de los Verdes de Eslovaquia (SZS) | 2,14%               | 0                                    |                                |
| Partido de los Verdes (SZ) - Peter Sabo | 1,08%               | 0                                    | -6                             |

notas:
- El anterior partido gobernante, Público Contra la Violencia, se dividió en diversos partidos: HZDS, ODÚ, MOS y otros. Pero hubo más partidos afectos por este proceso: los disidentes del KDH fundaron el SKDH, de los verdes el SZS.
- Como se menciona en los resultados de 1990, el SDĽ es el partido comunista reconvertido. Muchos no aceptarán el cambio y formarán otros partidos o plataformas.
- Como curiosidad, mencionar la refundación de un viejo partido, el Socialdemócrata, existente entre 1905-1918, y cuyo presidente será el anciano Alexander Dubček, que morirá al poco de ser elegido su presidente.

Tras las elecciones se formó un gobierno de coalición entre el HZDS y el SNS, en muchos casos tuvieron el apoyo del SDĽ. Vladimír Mečiar se convertiría nuevamente en primer ministro.
ELECCIONES AL PARLAMENTO FEDERAL - CÁMARA DEL PUEBLO
| Partidos                                                                        | Porcentaje en Eslovaquia | Escaños de un total de 200 (para toda Checoslovaquia) |
| Movimiento por una Eslovaquia Democrática                                       | 33.53%                   | 24                                                    |
| Partido de la Izquierda Democrática                                             | 14.44%                   | 10                                                    |
| Partido Nacional Eslovaco                                                       | 9.93%                    | 6                                                     |
| Movimiento Demócrata Cristiano                                                  | 8.96%                    | 6                                                     |
| Movimiento Cristiano-Demócrata Húngaro, Együttélés / Spolužitie — (Convivencia) | 7.37%                    | 5                                                     |

ELECCIONES AL PARLAMENTO FEDERAL - CÁMARA DE LAS NACIONALIDADES
| Partidos                                                                        | Porcentaje de votos | Escaños del total de 75 asignados a Eslovaquia |
| Movimiento por una Eslovaquia Democrática                                       | 33.85%              | 33                                             |
| Partido de la Izquierda Democrática                                             | 14.04%              | 13                                             |
| Partido Nacional Eslovaco                                                       | 9.35%               | 9                                              |
| Movimiento Demócrata Cristiano                                                  | 8.81%               | 8                                              |
| Movimiento Cristiano-Demócrata Húngaro, Együttélés / Spolužitie — (Convivencia) | 7.39%               | 7                                              |
| Partido Socialdemócrata de Eslovaquia                                           | 6.09%               | 5                                              |

nota:
- fue la última vez que se celebraron elecciones al Parlamento Federal.

### Elecciones parlamentarias de 1990
Las primeras elecciones libres en Eslovaquia se celebraron aún en el marco de Checoslovaquia, ya que tuvieron lugar el 8 y el 9 de junio de 1990, mientras que la disolución de la República Federativa Checa y Eslovaca (nombre oficial en aquel momento) ocurrió el 1 de enero de 1993. Por eso los electores votaron por un lado a la Snemovňa o Parlamento Federal (bicameral, por un lado la Cámara de las Naciones - Snemovňa národov, en eslovaco - y por otro la Cámara del Pueblo - Snemovňa ľudu), y además al parlamento eslovaco, llamado Consejo Nacional Eslovaco (Slovenská Národná Ráda).
La participación fue muy alta: 95,49%
De los 16 partidos políticos, 7 consiguieron entrar en el Parlamento Eslovaco. En la Snemovňa solo 5. El umbral para acceder al Consejo Nacional Eslovaco era un 3%, en cambio para la Snemovňa un 5%.
Resultados:
CONSEJO NACIONAL ESLOVACO
| Partido - Presidente del partido                                                                                                | Votos   | Votos      | Escaños |
| Partido - Presidente del partido                                                                                                | número  | porcentaje | Escaños |
| --- | ------- | ---------- | ------- |
| Público Contra la Violencia (VPN) — Vladimír Mečiar                                                                             | 991 285 | 29,5       | 48      |
| Movimiento Demócrata Cristiano (KDH) — Ján Čarnogurský                                                                          | 648 782 | 19,21      | 31      |
| Partido Nacional Eslovaco (SNS) — Viťazoslav Móric                                                                              | 470 984 | 13,94      | 22      |
| Partido Comunista de Eslovaquia (KSS), Peter Weiss. Integrado en el Partido Comunista de Checoslovaquia - KSČS, Ladislav Adamec | 450 855 | 13,35      | 22      |
| Együttélés / Spolužitie — Convivencia — coalición de partidos de minorías étnicas, sobre todo húngaros, ESWMK - Miklós Duray    | 292 636 | 8,66       | 14      |
| Partido Democrático (DS) — Martin Kvepko                                                                                        | 148 567 | 4,40       | 7       |
| Partido de los Verdes (SZ)— Peter Sabo                                                                                          | 117 871 | 3,49       | 6       |

notas:
- Solo aparecen señalados los partidos que superaron el 3% necesario para entrar en el parlamento.
- El Partido Comunista de Eslovaquia actual no es el heredero, al menos desde un punto de vista estrictamente legal, del Partido Comunista de Eslovaquia que aparece aquí. Éste, dirigido por los reformistas como Weiss, poco después de las elecciones se transformaría en el Partido de la Izquierda Democrática (Strana Demokratickej Ľavice). Los que siguieron manteniendo su ideología comunista fundaron otros movimientos, que luego darían lugar al actual Partido Comunista de Eslovaquia.

En vista de estos resultados se formó un gobierno de coalición en Eslovaquia entre el Público Contra la Violencia, Movimiento Demócrata Cristiano y el Partido Democrático, dirigido por Vladimír Mečiar, que disponía de 86 escaños.

PARLAMENTO FEDERAL O SNEMOVŇA - CÁMARA DEL PUEBLO